# Pont de Frans
Le pont de Frans, est un pont routier empruntant la RD 904 et traversant la Saône en reliant Jassans-Riottier dans l'Ain à Villefranche-sur-Saône dans le Rhône.
Ce pont d'une longueur de 162 m, est inscrit à l’inventaire national des monuments historiques.

## Toponymie
Le nom est issu du nom du port situé à proximité immédiate. Celui-ci tirait son nom de la famille de Frans établie dans la région et qui a également d'ailleurs donné son nom à une commune voisine.

## Histoire
Avant 1834, seuls les bacs à traille permettent de traverser la Saône à cet endroit. À cette date, un pont suspendu est ouvert à la circulation. En 1902, il est remplacé par le pont actuel, que l'on doit aux ingénieurs Petit et Canat.
Jusqu'en 1937, les tramways de l'Ain empruntent le pont, sur la ligne Bourg-en-Bresse - Jassans - Villefranche-sur-Saône.